# Deutschnamibier

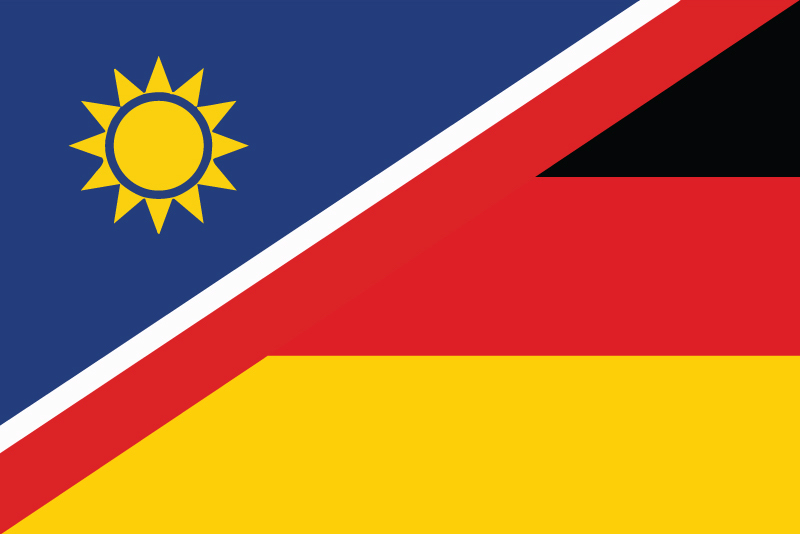
Geteilte Flagge von Namibia und Deutschland

Der Begriff Deutschnamibier bezeichnet die deutschstämmigen Staatsbürger der südwestafrikanischen Republik Namibia. Sie selbst bezeichnen sich zur Abgrenzung von den anderen ethnischen bzw. sprachlichen Gruppen des Landes häufig nur als Deutsche; demgegenüber bezeichnen sie Deutsche aus Deutschland als „Deutschländer“. Teilweise bezeichnen sie sich selbst noch als Südwester oder Südwesterdeutsche, unter Bezug auf die von 1884 bis 1915 bestehende deutsche Kolonie Deutsch-Südwestafrika. Viele Deutschnamibier leben heute bereits in der fünften Generation dort und haben neben der namibischen auch die deutsche Staatsangehörigkeit. Aus Sicht des deutschen Rechts können sie daher als Auslandsdeutsche bezeichnet werden.

## Hintergrund
2011 gaben ca. 20.000–30.000 Namibier Deutsch als Muttersprache an, wobei sich durch Vermischung sowohl eine ethnische Zugehörigkeit unter den circa 100.000 weißen Namibiern als auch eine sprachliche Zugehörigkeit – vor allem gegenüber Afrikaans und Englisch – statistisch nur schwer festhalten lässt. Die deutschnamibische Bevölkerung verteilt sich auf alle Landesteile mit Ausnahme der Kommunalgebiete sowie des äußersten Nordens und der Region Sambesi. Unter anderem in den Städten Windhoek und Swakopmund ist die deutsche Sprache neben Afrikaans und der offiziellen Amtssprache Englisch eine wichtige Verkehrssprache. Neben der Sprache bleibt ein landesweiter Einfluss der Deutschnamibier vor allem in Ess- und Festkultur, Vereinswesen sowie Wirtschaftsstruktur lebendig.
Im weiteren Sinne können auch die circa 400 in der DDR aufgewachsenen und nach 1990 nach Namibia abgeschobenen schwarzen „DDR-Kinder von Namibia“ zu den Deutschnamibiern (im Sinne von „deutschsprachigen Namibiern“) gezählt werden; mit den Nachkommen der deutschen Kolonisten haben sie ansonsten jedoch wenig gemeinsam.
Als kulturelle Interessenvertretung in Namibia galt bis 2022 der Deutsche Kulturrat. Andere Interessensvertretungen sind der Gesprächskreis deutschsprachiger Namibier, der Anfang 2019 in Swakopmund gegründet wurde, sowie ein im August 2019 angekündigter neuer Verein, das Forum deutschsprachiger Namibier, der sämtliche Interessen der Deutschnamibier vertreten soll. 2016 wurde die IG Deutschsprachiger Namibier neu ins Leben gerufen.

## Kultur
Viele Ortsnamen sowie Bauwerke aus der reichsdeutschen Kolonialzeit prägen heute noch das Bild vieler namibischer Städte und Landschaften, z. B. die vier Sander-Burgen (Heinitz-, Schwerins- und Sanderburg in Windhoek sowie Schloss Duwisib bei Maltahöhe – benannt nach ihrem Architekten Wilhelm Sander), das Hohenzollernhaus, das Bezirksamt und das „Alte Amtsgericht“ in Swakopmund sowie das Goerke-Haus in Lüderitz. Auch die zahlreichen militärischen Bauten aus jener Zeit wie z. B. die „Alte Feste“ in Windhoek, die Pionierkaserne und das Lazarett in Swakopmund, ferner die Forts von Sesfontein und Namutoni (Etosha) sowie zahlreiche Bahnhofsgebäude in ganz Namibia.
Weiter gibt es in Namibia ein ausgesprochen aktives Vereinsleben, dessen Wurzeln auf die deutsche Kolonialzeit zurückreichen. In Windhoek sind der Windhoek Karneval (WIKA), der sich an den Kölner und Mainzer Vorbildern orientiert, und das Oktoberfest große Stadtfeste.
Seit dem frühen 20. Jahrhundert hat sich eine eigenständige deutsch-namibische Literatur entwickelt. Ein auch in Deutschland bekannter Autor war Giselher W. Hoffmann.
Seit mehreren Jahrzehnten wird von der Deutschnamibier-Jugend das NamSA (Namibia-Südafrika-Fest) organisiert. Es handelt sich um ein Fest der Deutschnamibier und Südafrikaner in Deutschland, Österreich und der Schweiz. Seit 2020 wird dies durch den 2018 gegründeten Verein NamSA e. V. organisiert.

## Geschichte der deutschen Besiedlung

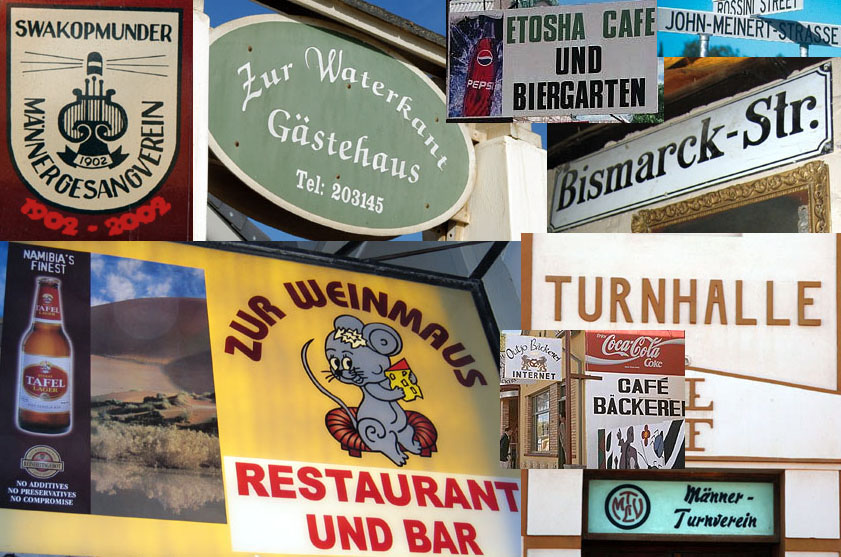
Beispiele deutscher Beschilderungen im namibischen Alltag

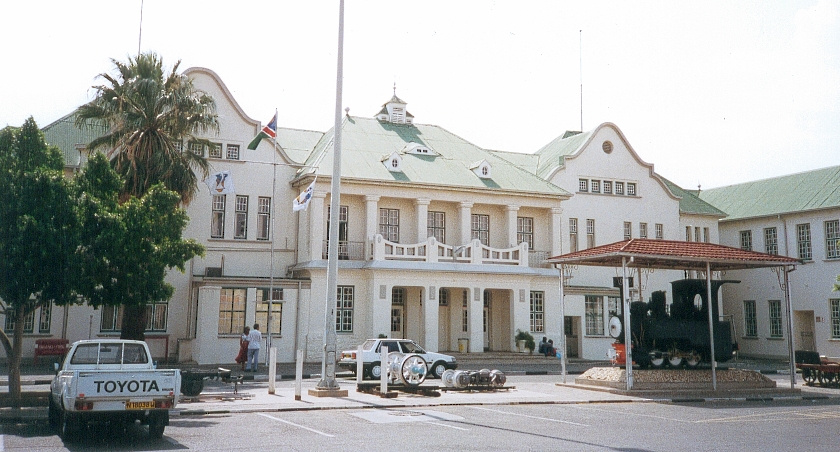
Bahnhof Windhoek

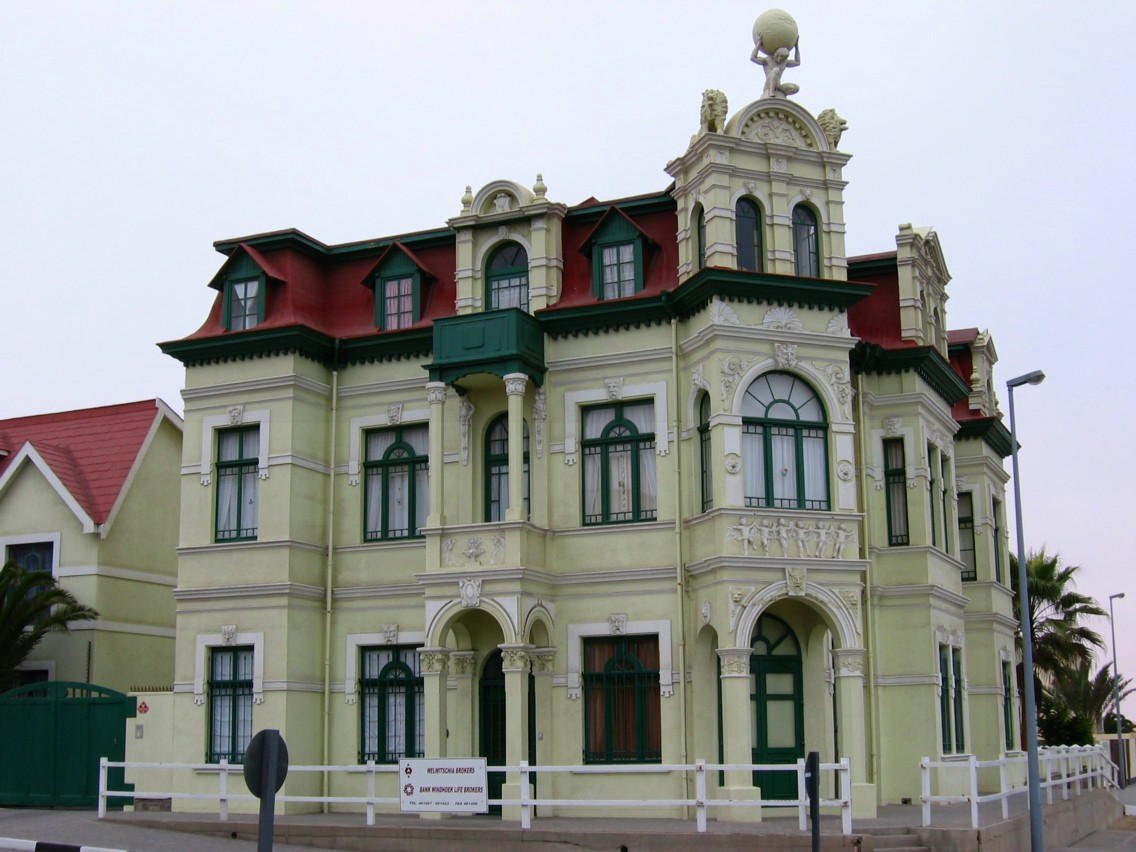
Hohenzollernhaus in Swakopmund

Die ersten Deutschen in Namibia waren die Missionare der London Missionary Society, Wesleyan Methodist Missionary Society und später dann der Rheinischen Missionsgesellschaft. Die Institutionen arbeiteten Ende des 18. Jahrhunderts eng zusammen, da die Rheinische Mission noch keine eigenen Missionseinrichtungen im südlichen Afrika unterhielt. So waren es neben anderen die Gebrüder Christian und Abraham Albrecht und nach ihnen die Missionare Johann Hinrich Schmelen, Johann Rath, Franz Heinrich Kleinschmidt, Hugo Hahn, Peter Heinrich Brincker und Heinrich Vedder, die sich seit 1805 über mehrere Jahrzehnte in Südwestafrika niederließen und dort religiöse Unterrichtung, aber auch Vorarbeit für die spätere Kolonisation leisteten.
Die Rheinische Missionsgesellschaft hatte ein großes Netz einzelner Missionseinrichtungen in der Region errichtet. Deren Missionare erlangten erheblichen Einfluss, wurden nach der Errichtung der Kolonialherrschaft mit einem besonderen diplomatischen Status ausgestattet und gerieten immer mehr in eine politische Rolle. Dadurch wurden sie auch zu einem Reservesystem der deutschen Militärverwaltung bei der Kontrolle der wenig sesshaften, regionalen Gruppen indigener Bewohner des Landes. Zudem kam ihnen durch die Bildungs- und ökonomische Basisarbeit unter den Indigenen ein wachsender Stellenwert zu.
Ihnen folgten die Händler und nach der Anlandung der Barke „Tilly“ in der Lüderitzbucht im Jahre 1883 zunehmend deutsche Beamte, Siedler, Handwerker und Soldaten. Nachdem das Gebiet 1884 offiziell zur Kolonie Deutsch-Südwestafrika erklärt und auch von England anerkannt worden war, setzte eine immer stärker werdende Migration aus Deutschland ein, die 1908 durch die ersten Diamantenfunde bei Lüderitz ihren Höhepunkt fand.
Diese Entwicklung stagnierte nach Ende des Ersten Weltkriegs, in dessen Folge Deutschland durch den Versailler Vertrag jeglicher Anspruch auf seine Kolonien entzogen und Südafrika vom Völkerbund die Mandatsverwaltung über Deutsch-Südwestafrika übertragen wurde. Im Zuge der sich anschließenden „Südafrikanisierung“ der ehemaligen Kolonie wurde etwa die Hälfte der dort noch lebenden 15.000 Deutschen ausgewiesen und deren Farmen Südafrikanern übertragen. Die als „Entgermanisierung“ bezeichnete Politik Südafrikas änderte sich erst durch das Londoner Abkommen vom 23. Oktober 1923, nach welchem den im Lande verbliebenen Deutschen die britische Staatsbürgerschaft angetragen und die Zuwanderung aus Deutschland sowie der Ausbau der deutschen Sprache nachdrücklich gefördert wurden. Etwa 3.200 Deutsche machten von der Möglichkeit des Staatsbürgerschaftswechsels Gebrauch.
Das Verhältnis zwischen den deutschstämmigen und burischen Bewohnern Südwestafrikas wurde 1927 erneut belastet durch den Zuzug der letzten aus Angola zurückkehrenden 1.800 Dorslandtrekker. Das britisch dominierte Südafrika legte keinen gesteigerten Wert auf deren Rückkehr in das Staatsgebiet der Südafrikanischen Union und unterstützte daher den Wunsch der Dorslandtrekker, in Südwestafrika bleiben zu wollen, zumal sie dort um die Jahrhundertwende auf der Flucht vor den Engländern schon einmal wohlwollende Aufnahme gefunden hatten. 1927 allerdings war die Freude bei den deutschstämmigen Farmern über diese „Heimkehrer“ eher gedämpft, da sie in deren Ansiedlung – sicher nicht ganz zu Unrecht – einen weiteren Schritt in dem Bemühen sahen, Südwestafrika zur fünften Provinz von Südafrika zu „degradieren“. Vor diesem Hintergrund und angesichts der auch in Südwestafrika spürbaren dramatischen Folgen der Weltwirtschaftskrise (ca. 70–80 % des Viehbestandes gingen verloren) hatte die aus Deutschland importierte „nationale Bewegung“ ein leichtes Spiel: 1932 wurde der südwestafrikanische Ableger der NSDAP mit Büros im ganzen Lande gegründet. Diese Partei hatte unter den Deutschstämmigen einen vergleichsweise ähnlich großen Zulauf wie in Deutschland, so dass sich die südafrikanische Mandatsverwaltung genötigt sah, die Partei bereits 1934 wieder zu verbieten.
Mit Beginn des Zweiten Weltkrieges stellte sich die Südafrikanische Union mit knapper Mehrheit auf die britische Seite. Die in Südwestafrika lebenden deutschstämmigen Bewohner wurde 1939 zunächst unter Farm- oder Hausarrest gestellt und ab 1940 in Internierungslager nach Südafrika verbracht, wo sie bis 1946 verbleiben mussten. Ab 1942 wurden die 1923 zuerkannten britischen Staatsbürgerschaften wieder aberkannt.
Die von Südafrika aus betriebene Apartheidpolitik in ihrer speziellen Ausprägung nach dem Odendaal-Plan stieß auf zunehmende Kritik durch viele Staaten und die UNO und hatte zugleich auch das Entstehen und Erstarken einer schwarzen Widerstandsbewegung – auch in Südwestafrika – zur Folge. In gleichem Maße verbesserte sich damit das Verhältnis zwischen der südafrikanischen Mandatsverwaltung und der deutschstämmigen Bevölkerung, so dass die nach dem Zweiten Weltkrieg festzustellende verstärkte Zuwanderung aus Deutschland durchaus wohlwollend gesehen wurde.
Die meisten der heute in Namibia lebenden Deutschnamibier sind Nachfahren von Farmern, Beamten der Kolonialverwaltung, Handwerkern und Angehörigen der Schutztruppe sowie der beiden nach den Weltkriegen einsetzenden Einwanderungswellen. Seit etwa 1980 führte der zunehmende Tourismus zu vermehrtem Land- oder Immobilienerwerb durch Deutsche, die sich hier ein dauerhaftes Feriendomizil oder einen Altersruhesitz einzurichten gedachten.

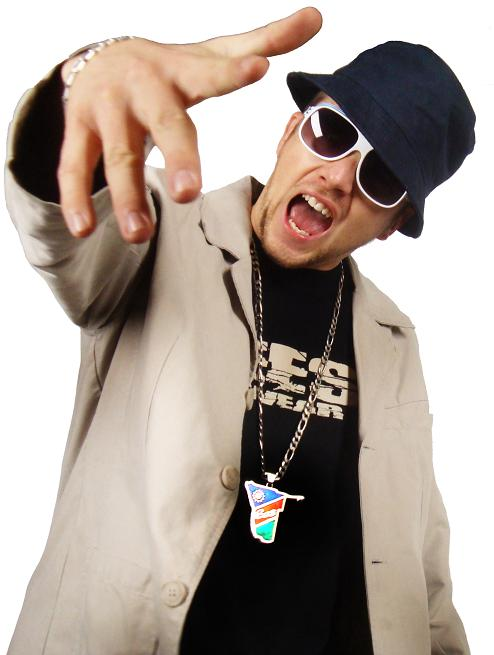
Ees, einer der bekanntesten Deutschnamibier

## Bekannte Deutschnamibier
Politik
- Björn von Finckenstein (1958–2021), Arzt und Politiker
- Otto Herrigel (1937–2013), Rechtsanwalt und Politiker
- Anton Lubowski (1952–1989), Rechtsanwalt und politischer Aktivist
- Calle Schlettwein (* 1954), Politiker
- Anton von Wietersheim (* 1951), Politiker

Sport
- Gaby Ahrens (* 1981), Sportschützin
- Monica Dahl (* 1975), Schwimmerin
- Maike Diekmann (* 1994), Ruderin
- Erik Hoffmann (* 1981), Radsportler
- Jörg Lindemeier (* 1968), Schwimmer
- Oliver Risser (* 1980), Fußballspieler
- Wilko Risser (* 1982), Fußballspieler
- Friedhelm Sack (* 1956), Sportschütze
- Phillip Seidler (* 1998), Schwimmer
- Manfred Starke (* 1991), Fußballspieler
- Sandra Starke (* 1993), Fußballspielerin

Kultur
- Dieter Aschenborn (1915–2002), Künstler und Maler
- Uli Aschenborn (* 1947), Künstler und Maler
- Beate Baumgartner (* 1983), Sängerin
- Rolf von Goth (1906–1981), Schauspieler und Hörspielregisseur
- Wilfried Hähner (* 1973), Journalist und Radiomoderator
- Giselher W. Hoffmann (1958–2016), Schriftsteller
- Adolph Jentsch (1888–1977), Landschaftsmaler
- Helmut Lewin (1899–1963), Porträt- und Landschaftsmaler
- Imke Rust (* 1975), Künstlerin
- Eric Sell (* 1983), Musiker

Weitere
- Klaus Dierks (1936–2005), Verkehrsplaner
- Hellmut von Leipzig (1921–2016), Soldat im Zweiten Weltkrieg
- Peter Pauly (1917–2021), evangelisch-lutherischer Geistlicher